# HD 221662
HD 221662，又名BD+20 5352，SAO 91349、HR 8942，是一颗恒星，视星等为6.06，位于銀經99.59，銀緯-38.49，其B1900.0坐标为赤經23h 28m 54.4s，赤緯+20° -38.49′ 20″。